# María Pujalte
María Pujalte Vidal (La Coruña, 22 de diciembre de 1966) es una actriz española de cine, televisión y teatro que se hizo conocida por sus papeles de Mamen Tébar en la serie Periodistas (1998-2001) y Mónica Olmedo en 7 vidas. Posteriormente, obtuvo el papel de Laura Lebrel del Bosque en la serie Los misterios de Laura (2009-actualidad), por el que logró gran reconocimiento. Además, ha recibido dos nominaciones en los Premios Goya por sus interpretaciones en Entre rojas (1995) y El lápiz del carpintero (2003).

## Biografía
María Pujalte Vidal nació el 22 de diciembre de 1966 en La Coruña (España). Estudió con una beca de la Diputación de La Coruña un curso de interpretación en la Scuola Internazionale dell'Attore Comico en Reggio Emilia de Italia y otro en Madrid, además de realizar también estudios de canto, interpretación y expresión corporal en Santiago de Compostela. Perteneció al Centro Dramático Galego y a los grupos teatrales Moucho Clerc y Compañía de Marías, del que es cofundadora junto con su amiga, la actriz gallega María Bouzas.
Participó en manifestaciones contra la guerra de Irak y formó parte de la plataforma Nunca Máis contra el desastre del Prestige. En 2005 participó en el acto de celebración de la toma de posesión del presidente de la Junta de Galicia, Emilio Pérez Touriño, con la lectura de varios poemas. El mismo año fue pregonera de las fiestas de María Pita de su ciudad natal, La Coruña.

## Trayectoria profesional
Comenzó trabajando como presentadora de televisión para la televisión gallega en sus inicios. Posteriormente, obtuvo varios papeles en diferentes largometrajes, por uno de los cuales, Entre rojas (1995) de Azucena Rodríguez, obtuvo una nominación en los Premios Goya como mejor actriz revelación. Aunque se hizo especialmente popular en 1999 por el papel de Mamen Tébar en la serie de televisión Periodistas de Telecinco. En 2003 condujo la gala de los Premios Max de teatro, celebrada en Vigo. Más tarde, interpretó a Mónica Olmedo en Siete vidas (2004-2006).
En 2009 regresó a la televisión para protagonizar la serie de misterio en tono de comedia emitida en TVE 1 Los misterios de Laura, donde interpretaba a Laura Lebrel del Bosque. En 2011 estrenó la segunda temporada y tres años después, en 2014 la tercera temporada de la serie. Gracias al éxito de audiencia tanto nacional como internacionalmente (se realizó un remake estadounidense de la serie en 2014, otro italiano en 2015 y otro ruso en 2012), la serie anunció su regreso en 2021 a modo de telefilme, donde la actriz regresa para interpretar a Laura Lebrel.
En 2011 recibió el Premio Pedigree de Honor en el Festival de Cans. Además, protagonizó Los Quién interpretando a Susana Zunzungueri junto a Javier Cámara. En 2016 participó en un capítulo de Web Therapy interpretando a Valeria Collado. Tres años más tarde, regresó de nuevo a la televisión protagonizando Vota Juan, de nuevo junto a Javier Cámara, interpretando a Macarena Lombardo, también grabó Toy Boy para Antena 3 donde interpreta a Carmen, una abogada y Merlí: Sapere Aude para #0 donde interpretó a María Bolaño, una profesora de filosofía de la universidad. En 2023 forma parte del reparto de la serie Las invisibles, dando vida a Isabel, una de las camareras de piso de un hotel.

## Filmografía

### Cine
| Año  | Título                                    | Personaje        | Director                         |
| ---- | ----------------------------------------- | ---------------- | -------------------------------- |
| 1991 | Martes de carnaval                        | Alba             | Fernando Bauluz y Pedro Carvajal |
| 1994 | El baile de las ánimas                    | Malena           | Pedro Carvajal                   |
| 1995 | Entre rojas                               | Cata             | Azucena Rodríguez                |
| 1996 | Libertarias                               | Mariona          | Vicente Aranda                   |
| 1997 | Perdona bonita, pero Lucas me quería a mí | Mari Carmen      | Dunia Ayaso y Félix Sabroso      |
| 1998 | Insomnio                                  | Isabel           | Chus Gutiérrez                   |
| 1998 | El grito en el cielo                      | Rita             | Dunia Ayaso y Félix Sabroso      |
| 1999 | Los lobos de Washington                   | Sara             | Mariano Barroso                  |
| 2002 | A mi madre le gustan las mujeres          | Gimena           | Daniela Fejerman e Inés París    |
| 2003 | El lápiz del carpintero                   | Beatriz          | Antón Reixa                      |
| 2003 | En la ciudad                              | Sofía            | Cesc Gay                         |
| 2004 | Cosas que hacen que la vida valga la pena | Ángeles          | Manuel Gómez Pereira             |
| 2005 | Semen, una historia de amor               | Gloria           | Daniela Fejerman e Inés París    |
| 2008 | Rivales                                   | María            | Fernando Colomo                  |
| 2010 | Que se mueran los feos                    | Begoña           | Nacho G. Velilla                 |
| 2011 | Onde está a Felicidade?                   | Aura             | Carlos Alberto Riccelli          |
| 2016 | La noche que mi madre mató a mi padre     | Susana           | Inés París                       |
| 2017 | Es por tu bien                            | Olga             | Carlos Therón                    |
| 2018 | Oh! Mammy Blue                            | Elena            | Antonio Hens                     |
| 2019 | Elisa y Marcela                           | Madre de Marcela | Isabel Coixet                    |

### Televisión
| Año              | Título                 | Personaje                    | Cadena      | Notas         |
| ---------------- | ---------------------- | ---------------------------- | ----------- | ------------- |
| 1995             | Farmacia de guardia    | Clienta                      | Antena 3    | 1 episodio    |
| 1997             | Los negocios de mamá   | Lucrecia                     | La 1        | 1 episodio    |
| 1998 - 2001      | Periodistas            | Mamem Tébar                  | Telecinco   | 102 episodios |
| 2004 - 2006      | 7 vidas                | Mónica Olmedo                | Telecinco   | 27 episodios  |
| 2008             | Martes de carnaval     | La daifa                     | La 1        | 1 episodio    |
| 2009; 2011; 2014 | Los misterios de Laura | Laura Lebrel del Bosque      | La 1        | 32 episodios  |
| 2011             | Los Quién              | Susana Zunzunegui Santamaría | Antena 3    | 13 episodios  |
| 2016             | Web Therapy            | Valeria Collado              | #0          | 1 episodio    |
| 2019             | Vota Juan              | Macarena Lombardo            | TNT España  | 8 episodios   |
| 2019; 2021       | Toy Boy                | Carmen de Andrés             | Antena 3    | 19 episodios  |
| 2019; 2021       | Merlí: Sapere Aude     | María Bolaño                 | Movistar+   | 16 episodios  |
| 2020             | Vamos Juan             | Macarena Lombardo            | TNT España  | 7 episodios   |
| 2021             | 3 caminos              | Madre Clara                  | Prime Video | 1 episodio    |
| 2021 - 2022      | Venga Juan             | Macarena Lombardo            | HBO Max     | 7 episodios   |
| 2023             | Las invisibles         | Isabel "Isa" Becerra         | SkyShowtime | 8 episodios   |
| 2024             | Clanes                 | Berta Figaredo               | Netflix     | 7 episodios   |
| 2025             | Perdiendo el juicio    | Paloma Martín                | Atresplayer | 6 episodios   |

#### TV Movies
| Año  | Título                                               | Personaje               | Cadena | Notas     |
| ---- | ---------------------------------------------------- | ----------------------- | ------ | --------- |
| 2022 | Laura y el misterio del asesino inesperado           | Laura Lebrel del Bosque | La 1   | Telefilme |
| 2023 | Laura y el misterio de la novia que esperó demasiado | Laura Lebrel del Bosque | La 1   | Telefilme |
| 2023 | Laura y el misterio del paciente suspicaz            | Laura Lebrel del Bosque | La 1   | Telefilme |

## Teatro
- 1989: O Mozo que chegou de lonxe. Dirigida por Mario Gas.
- 1989: O Códice Clandestino, de Quico Cadaval. Dirigida por Xan Cejudo.
- 1990: Yerma Dirigida por Xosé M. Blanco.
- 1991: O Roixinol de Bretaña de Quico Cadaval. Dirigida por Xan Cejudo.
- 1995: Martes de Carnaval de Ramón María del Valle-Inclán. Dirigida por Mario Gas.
- 1996: Caníbales. Dirigida por José Luis Sainz.
- 1996: El hombre elefante. Dirigida por Mariano Barroso.
- 2002-2004: Confesiones de mujeres de 30 (2002-2004). Dirigida por Lía Jelín.
- 2006: Dónde pongo la cabeza, de Yolanda García Serrano. Dirigida por Tamzin Townsend.
- 2007: El método Grönholm, de Jordi Galcerán. Dirigida por Tamzin Townsend.
- 2008: Las cuñadas, de Michel Tremblay. Dirigida por Natalia Menéndez. Como Paquita Guerín.
- 2008: Gatas, de Manuel González Gil y Daniel Botti. Dirigida por Manuel González Gil. Como Cayetana.
- 2010: La realidad (The Real Thing), de Tom Stoppard. Dirigida por Natalia Menéndez. Como Annie.[11]
- 2013: Hermanas, dirigida por Carol López. Como Irene.[12]
- 2015: Losers, con Vicente Romero. Comedia de Marta Buchaca y Dirigida por Guillén Clua.
- 2017: Tristana, de Benito Pérez Galdós. Versión de Eduardo Galán y dirigida por Alberto Castrillo-Ferrer.
- 2018: El reencuentro, de Ramón Paso. Dirigida por Gabriel Olivares.
- 2021:  De algún tiempo a esta parte… Fracaso?, dirigido por Maite Pérez Astorga
- 2023: La importancia de llamarse Ernesto, de Oscar Wilde. Dirigida por David Selvas
- 2025. Les bàrbares. Dirigida por David Selvas

## Premios y nominaciones
Premios Goya
| Año  | Categoría                                | Película                | Resultado |
| ---- | ---------------------------------------- | ----------------------- | --------- |
| 1995 | Mejor actriz revelación                  | Entre rojas             | Nominada  |
| 2003 | Mejor interpretación femenina de reparto | El lápiz del carpintero | Nominada  |

Premios Iris
| Año  | Categoría                     | Película           | Resultado |
| ---- | ----------------------------- | ------------------ | --------- |
| 2021 | Mejor interpretación femenina | Merlí: Sapere aude | Nominada  |

Unión de Actores y Actrices
| Año  | Categoría                             | Película     | Resultado |
| ---- | ------------------------------------- | ------------ | --------- |
| 1995 | Actriz revelación                     | Entre rojas  | Ganadora  |
| 1999 | Mejor actriz secundaria de televisión | Periodistas  | Nominada  |
| 2000 | Mejor actriz secundaria de televisión | Periodistas  | Ganadora  |
| 2003 | Mejor actriz secundaria de cine       | En la ciudad | Nominada  |
| 2005 | Mejor actriz secundaria de televisión | Siete Vidas  | Nominada  |

Festival de Cine de Málaga
| Año  | Categoría                    | Película                                                               | Resultado |
| ---- | ---------------------------- | ---------------------------------------------------------------------- | --------- |
| 1998 | Mención especial como actriz | Completo confort, A mí quién me manda meterme en esto e Interferencias | Ganadora  |

Medallas del Círculo de Escritores Cinematográficos
| Año  | Categoría               | Película     | Resultado |
| ---- | ----------------------- | ------------ | --------- |
| 2003 | Mejor actriz secundaria | En la ciudad | Nominada  |

Premios Feroz
| Año  | Categoría                            | Producción | Resultado |
| ---- | ------------------------------------ | ---------- | --------- |
| 2022 | Mejor actriz de reparto en una serie | Venga Juan | Ganadora  |

Premio Mestre Mateo
| Año  | Categoría                                | Película                | Resultado |
| ---- | ---------------------------------------- | ----------------------- | --------- |
| 2003 | Mejor interpretación femenina secundaria | El lápiz del carpintero | Ganadora  |

Premios Zapping
| Año  | Categoría                 | Película               | Resultado |
| ---- | ------------------------- | ---------------------- | --------- |
| 2009 | Mejor actriz protagonista | Los misterios de Laura | Nominada  |
| 2014 | Mejor actriz protagonista | Los misterios de Laura | Nominada  |

Premio ACE
| Año  | Categoría                  | Película               | Resultado |
| ---- | -------------------------- | ---------------------- | --------- |
| 2014 | Mejor actriz de televisión | Los misterios de Laura | Nominada  |